# فضيحة اجتماعية
الفضيحة الاجتماعية هي ببساطة مخالفة العادات الدارجة عند مجتمع ما وحسب الخروج عن المألوف. حيث الزمان يلعب دور هام في اعتبارها فضيحة علاوة على ثقافة المجتمع . فكثيراً ما نرى أن ما يعتبره مجتمع ما في دولة ما هو أمر عادي بالنسبة لغيرهم من المجتمعات حتى لو كانوا يعيشون في الدولة ذاتها وينسحب الأمر على باقي المجتمعات في الدول كافة.